# Неосветените дворове
„Неосветените дворове“ е роман-пътепис на Йордан Радичков, издаден за първи път през 1966 г.
По покана на съветски институти Радичков прави пътешествие през Сибир през 1963 г. Невероятната сибирска природа и хората оставят дълбока следа в него. И вечната замръзналост, и шаманите, и сребърните лисици, и гнуста (от руски: гнус), и легендите, и най-вече хората. Към края на пътеписа той пише:
„Сбогом, студена земя, в топла Европа понякога зъзнем повече, благодаря ти, че ме стопли!“
Състои се от 3 части:
- „Тайга“,
- „Снежната пустош“,
- „Южна посока“,

както и
- „Заешка опашка на моите сибирски записки“ и
- „Няма край“.

През ноември 2017 г. в Столичната библиотека на пл. „Славейков“ 4 е открита изложба с новооткрити снимки от пътуването на Радичков в Сибир. Там са представени и сибирските тетрадки на писателя.